# Convergence Animaux Politique
Convergence Animaux Politique (CAP) est une association française de lobbying (plaidoyer) créée en 2017, qui défend les intérêts des animaux auprès des décideurs politiques,. Cofondée par Melvin Josse, ancien cofondateur du Parti animaliste, l'association travaille avec des élus de tous bords politiques.
En 2024, l'association compte 6 salariés et un réseau de 25 ONG partenaires. En 2021, elle disposait d'un budget annuel de 48 000 €.

## Actions
CAP mène des actions de lobbying auprès des parlementaires et ministères, coordonne les actions de ses ONG partenaires et organise des rencontres entre associations et élus.

### Loi contre la maltraitance animale
CAP a participé à l'élaboration de la proposition de loi contre la maltraitance animale portée par la députée Laëtitia Romeiro Dias. En mai 2021, l'association a mobilisé 30 parlementaires et 43 ONG pour une lettre ouverte publiée dans Le Journal du Dimanche et demandant la mise à l'ordre du jour au Sénat du texte, voté 4 mois plus tôt à l'Assemblée Nationale. La loi a été adoptée en novembre 2021,.
Selon CAP et d'autres associations, l'application de cette loi connaît des retards.

### Campagnes électorales
CAP coordonne des campagnes collectives avec d'autres ONG lors des échéances électorales pour obtenir des engagements des candidats sur la protection animale :
- Élections présidentielle et législatives françaises de 2022 : campagne « Engagement Animaux 2022 » menée avec 29 ONG[6],[7],[8].
- Élections européennes de 2024 : campagne menée en partenariat avec Eurogroup for Animals[9].

## Contexte et réception
La cause animale a gagné en importance dans le débat public français au cours des années 2010-2020. Selon Le Monde, « les ONG ont largement investi le champ politique [...], musclant leurs arguments juridiques et leur travail de plaidoyer ».
Le Figaro compare le lobbying institutionnel de CAP avec celui de L214, et considère que CAP se distingue par « une approche plus policée et sans risque de campagnes pour ceux qui ne joueraient pas le jeu ».

### Interviews et sources émises par l'association
1. ↑  Sarah Finger, « Melvin Josse : «La cause animale est devenue un enjeu politique» », sur Libération, 4 novembre 2018 (consulté le 20 août 2021)
2. ↑  « L'équipe », sur Convergence Animaux Politique (consulté le 11 juin 2025).
3. ↑  « Plaquette Bilan Année 7 - Convergence Animaux Politique »
4. ↑   [vidéo] « Il faut politiser la cause animale », Mediapart, 4 juillet 2018, 61:38 min (consulté le 4 décembre 2024)
5. ↑  « Cirques, montreurs d’ours… », sur Convergence Animaux Politique, 28 novembre 2023 (consulté le 21 novembre 2024)